# Gammplatsen

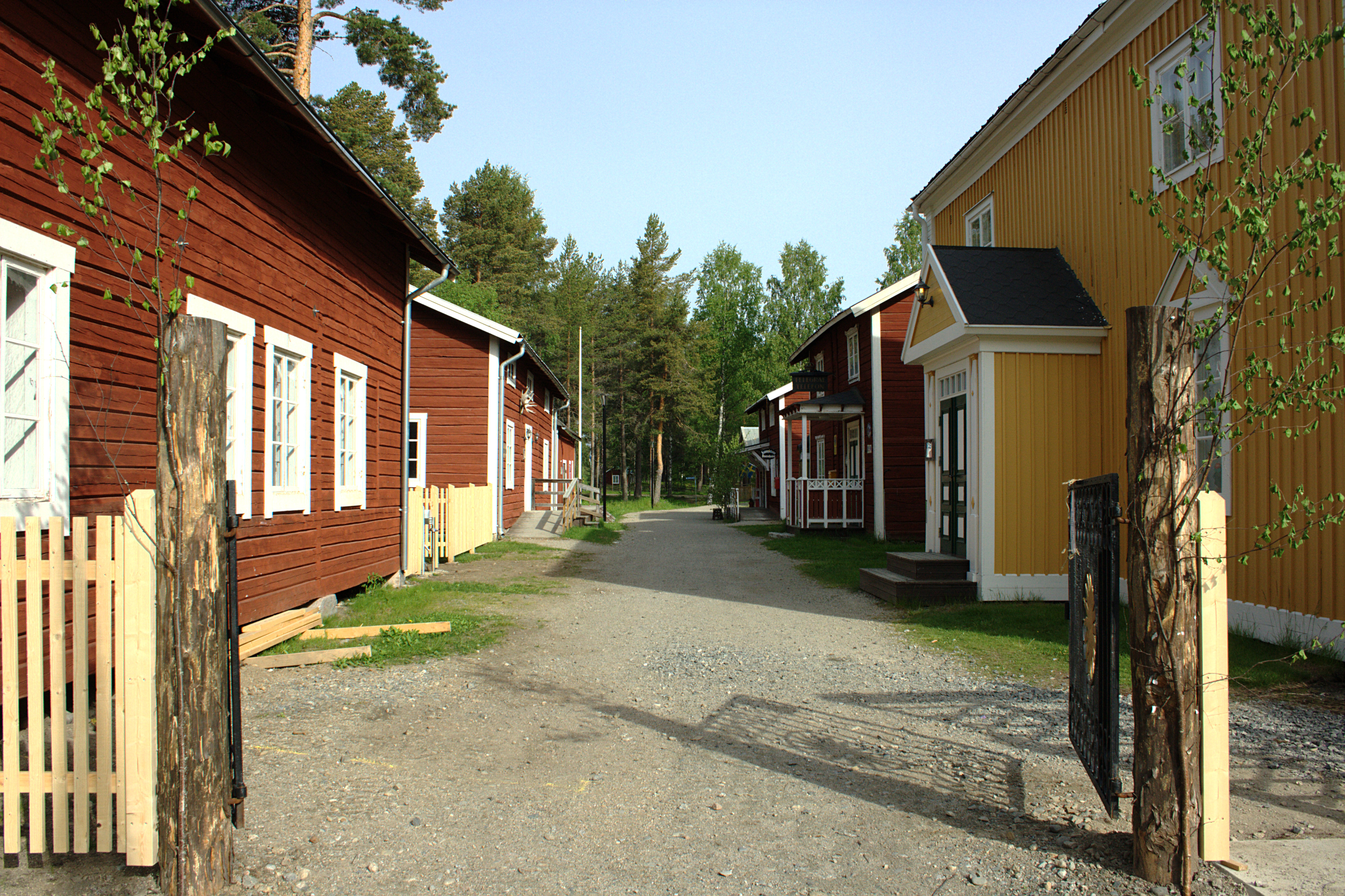
Gammplatsen. Till höger närmast Textilmuseet och bortom detta Post- och telemuseet samt Diversehandeln, till vänster Jaktmuseet.

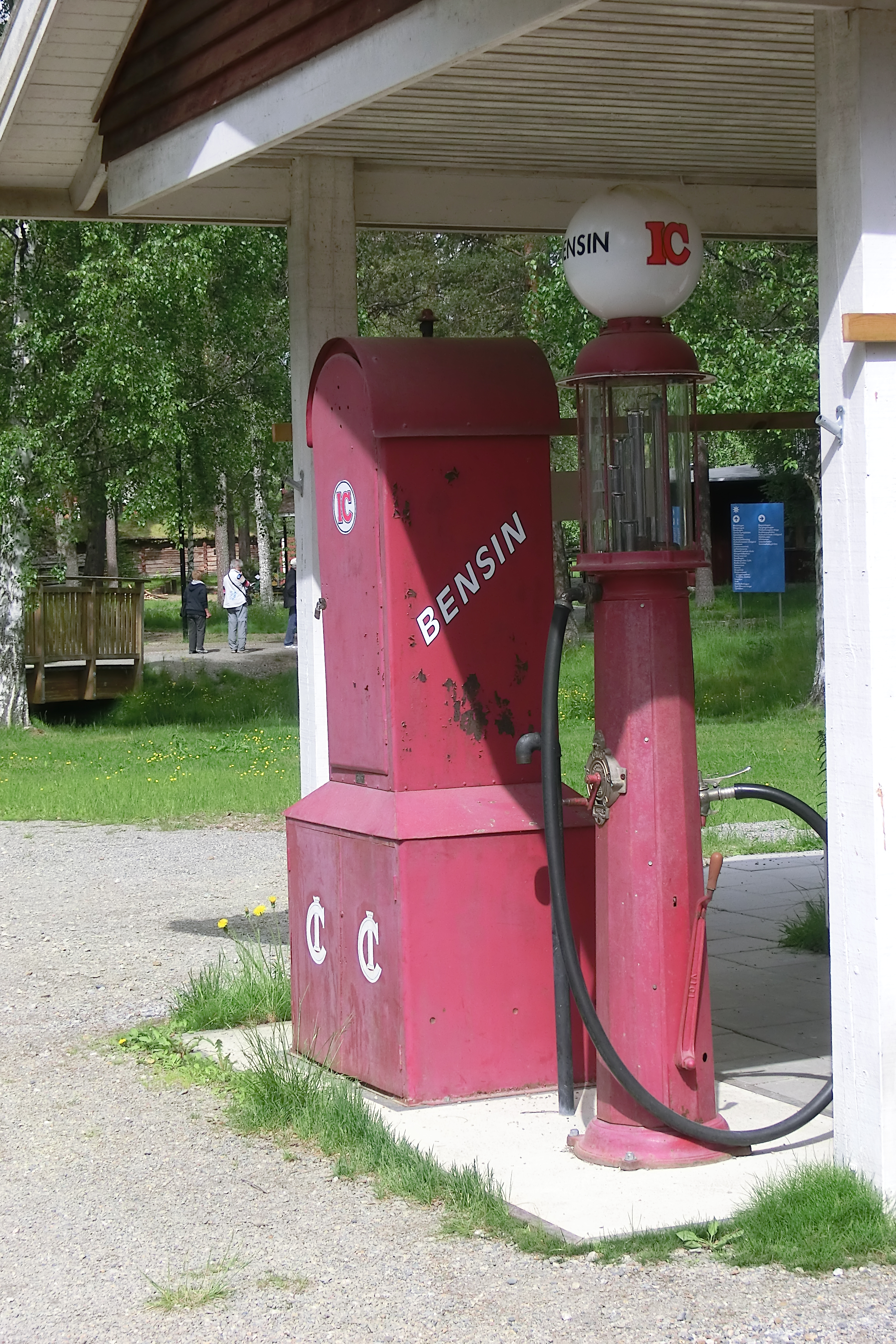
Bensinpump på Gammplatsen.

Gammplatsen är ett rekreationsområde på en halvö i Umeälven i Lycksele med friluftsmuseet Gammplatsen, Gammplatsens naturreservat och Skogs- och samemuseet.

## Historik
Det som nu är Gammplatsen var tidigare ett större samiskt vinterviste. I februari 1606 kom Karl IX:s representant Daniel Hjort och representanter för samerna i Ume lappmark om att en kyrk- och marknadsplats för södra lappmarken skulle anläggas på Öhn i Umeälven. En kyrka uppfördes och invigdes juldagen 1607 och 1632 inrättades en trivialskola för samepojkar, Skytteanska skolan. Kyrkstaden inrättades med några enkla handelsbodar, kåtor och en tullbod. Den var inte bebodd mellan kyrkohögtiderna, förutom av familjer och husfolk tillhöriga präst, hjälppräst och
skollärare. Den var uppdelad i tre områden: lappstaden med kåtor och härbren, finnstaden för de nybyggare som så småningom, från 1687 efter lappmarksplakatet 1673, kom till området och borgarstaden för handelsmännen. Stugorna var timrade med en yta på uppemot fyra x fyra meter. Troligen var också kåtorna timrade. Senare byggdes också större stugor troligtvis för att rymma flera familjer i varje stuga.
Öhn var använd som kyrk- och marknadsplats till 1799, varefter samhället flyttades till den så kallade Heden, där nuvarande Lycksele ligger, delvis på grund av de översvämningar som vårfloden medförde. År 1801 avsattes där ett nytt område för kyrkstugor och handelsmän från Umeå på Borgarbacken och Finnbacken, dit kyrkstugor och salubodar flyttades. Öhn blev öde och utnyttjades därefter som betesmark. Idag är det ett fornlämningsområde med ett hundratal husgrunder. Ett minnessten över Carl von Linnés besök i Lycksele 1732 restes 1920. Sju arkeologiska undersökningar har gjorts i området mellan 1949 och 2001.

## Friluftsmuseet Gammplatsen
Gammplatsområdet uppläts 1948 av Lycksele landskommun till Lycksele hembygdsgille för hembygdsgårdar. År 1952 invigdes den första byggnaden, Mamsell Lovisas skola. 
Inom friluftsmuseet Gammplatsen finns Lapplands kulturbotaniska trädgård (Kulturbotan) med planteringar och en genbank för gamla kulturväxter. 

### Byggnader inom friluftsmuseet i urval
- Margaretakyrkan, en rekonstruktion från 1973 av en äldre kyrka med åttkantig plan från 1736, vars grund finns omkring 150 meter därifrån.[2]
- Mamsell Lovisas skola från Tannbäck, flyttad till området 1952
- Ruselegården, ett tidigare gästgiveri
- Textilmuseet
- Karlbergsgården
- Bagarstugan
- Samevistet

## Bildgalleri

Samevistet
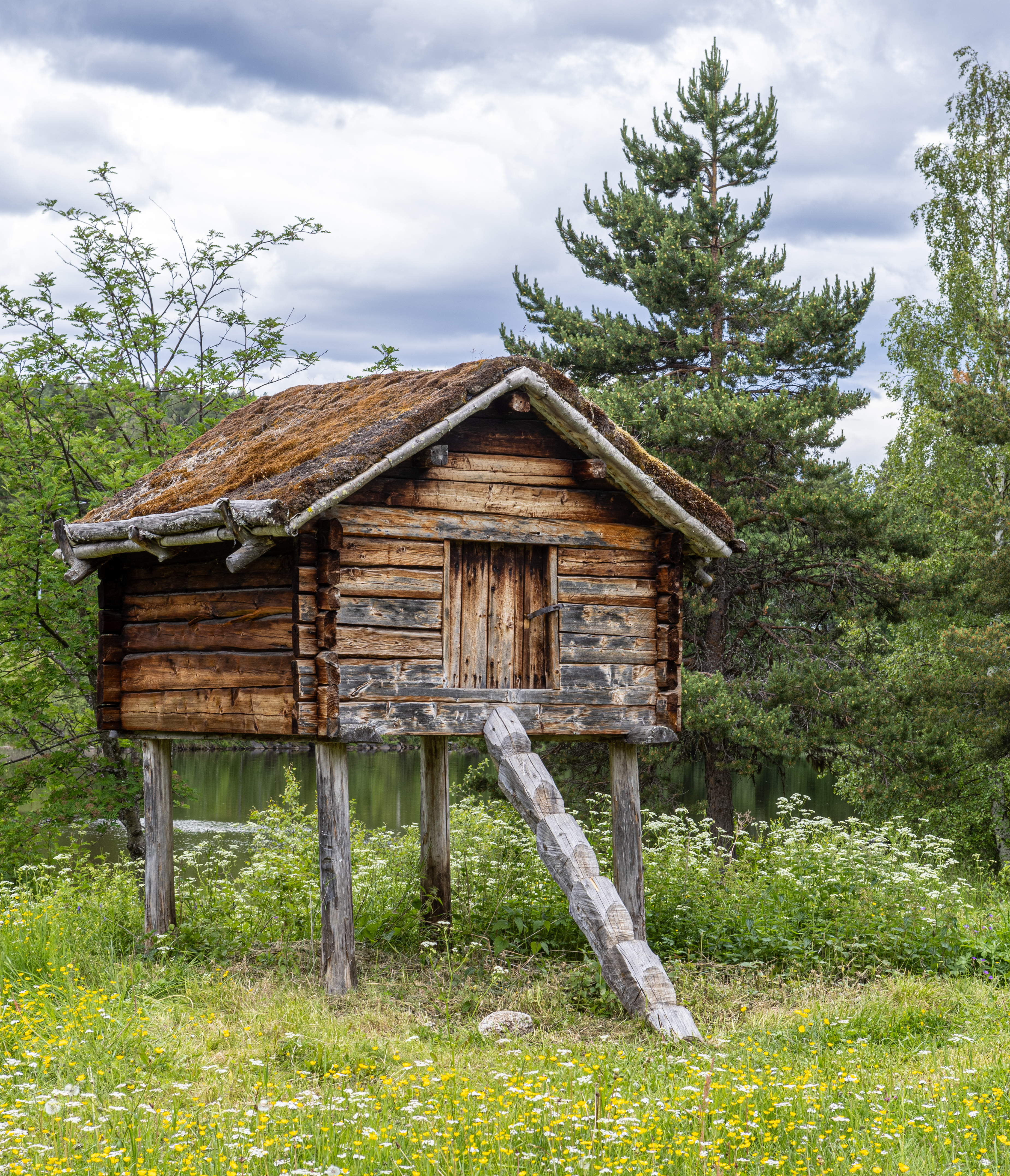
Buvrie
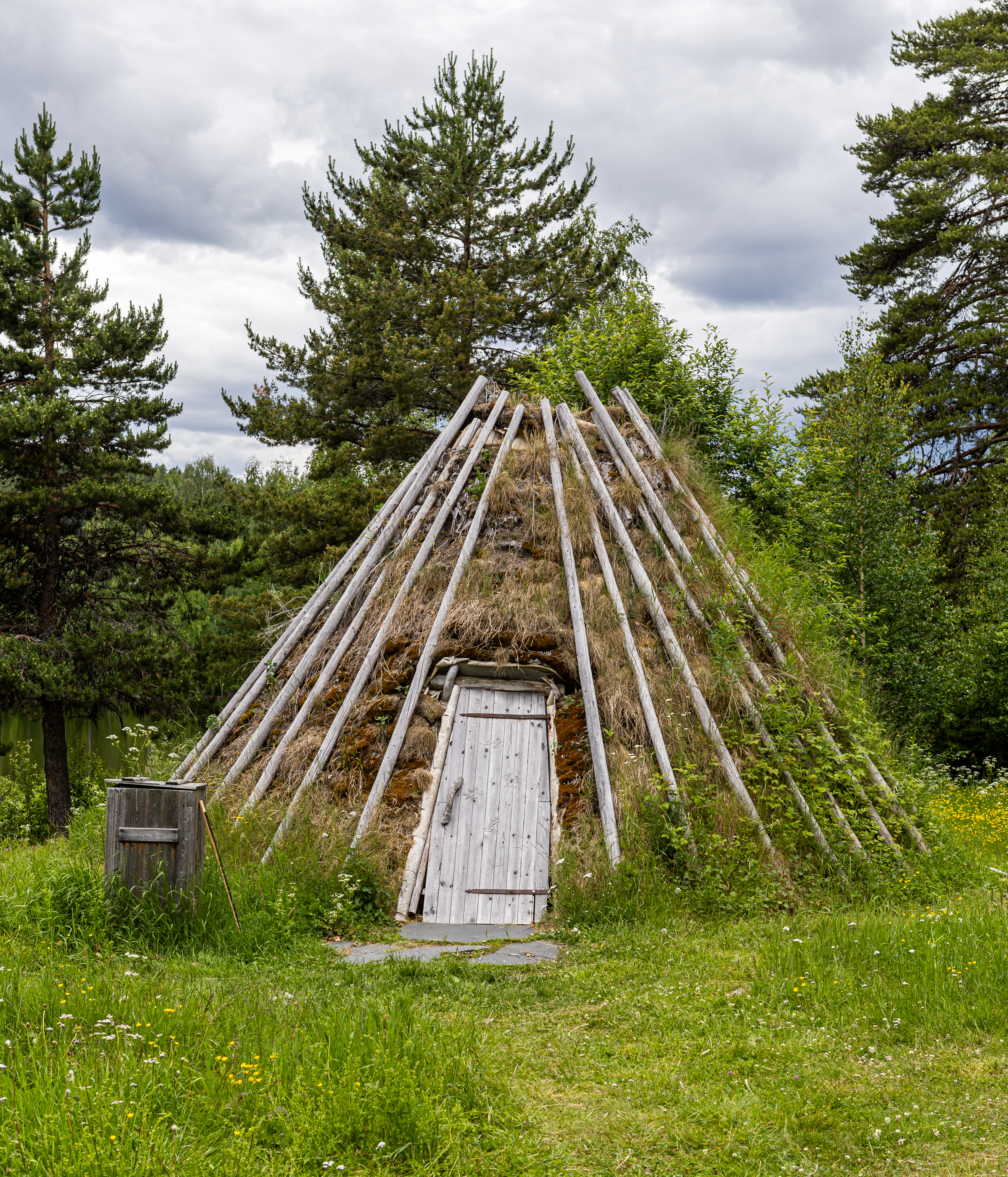
Bågstångskåta
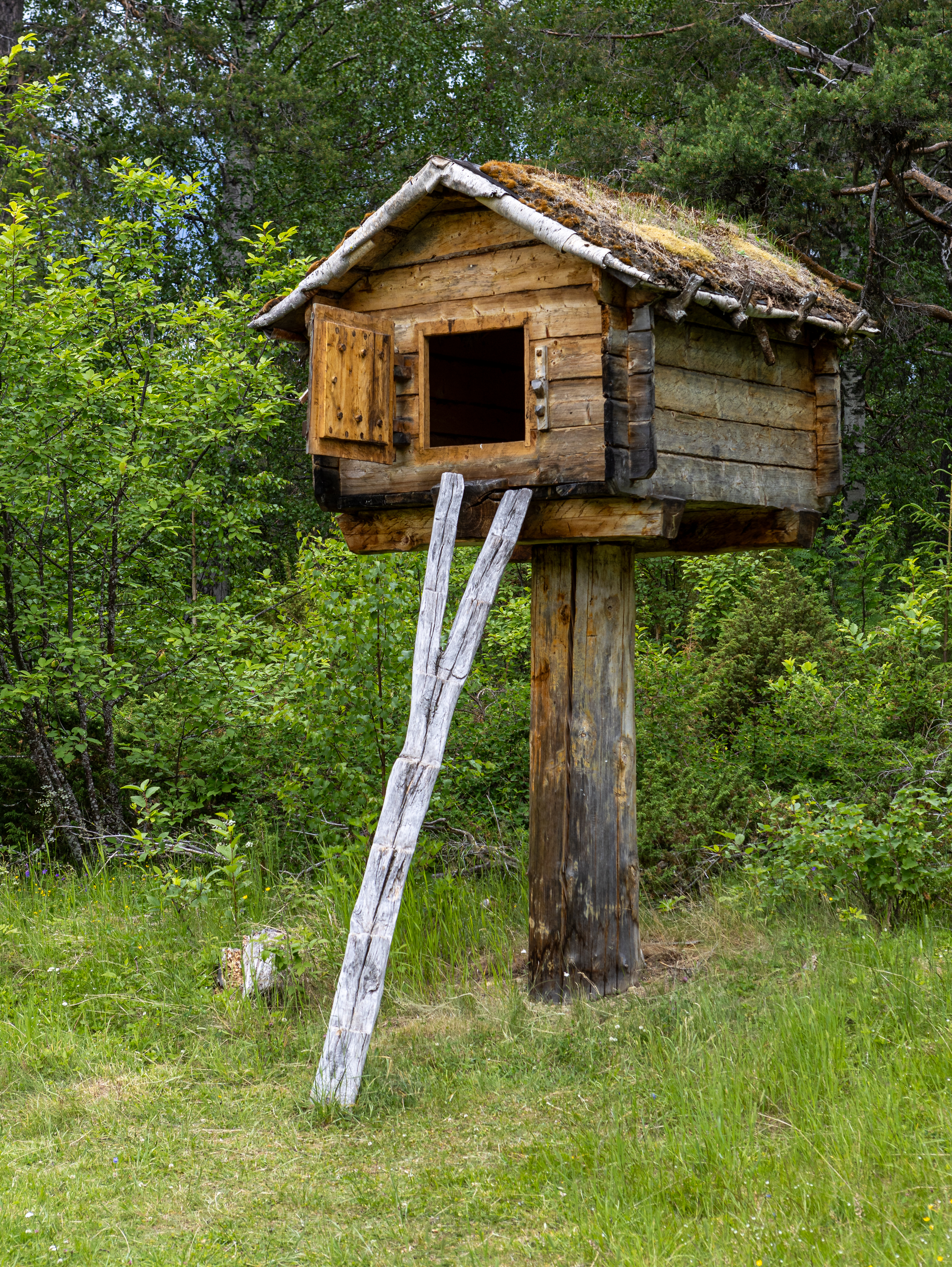
Njalla
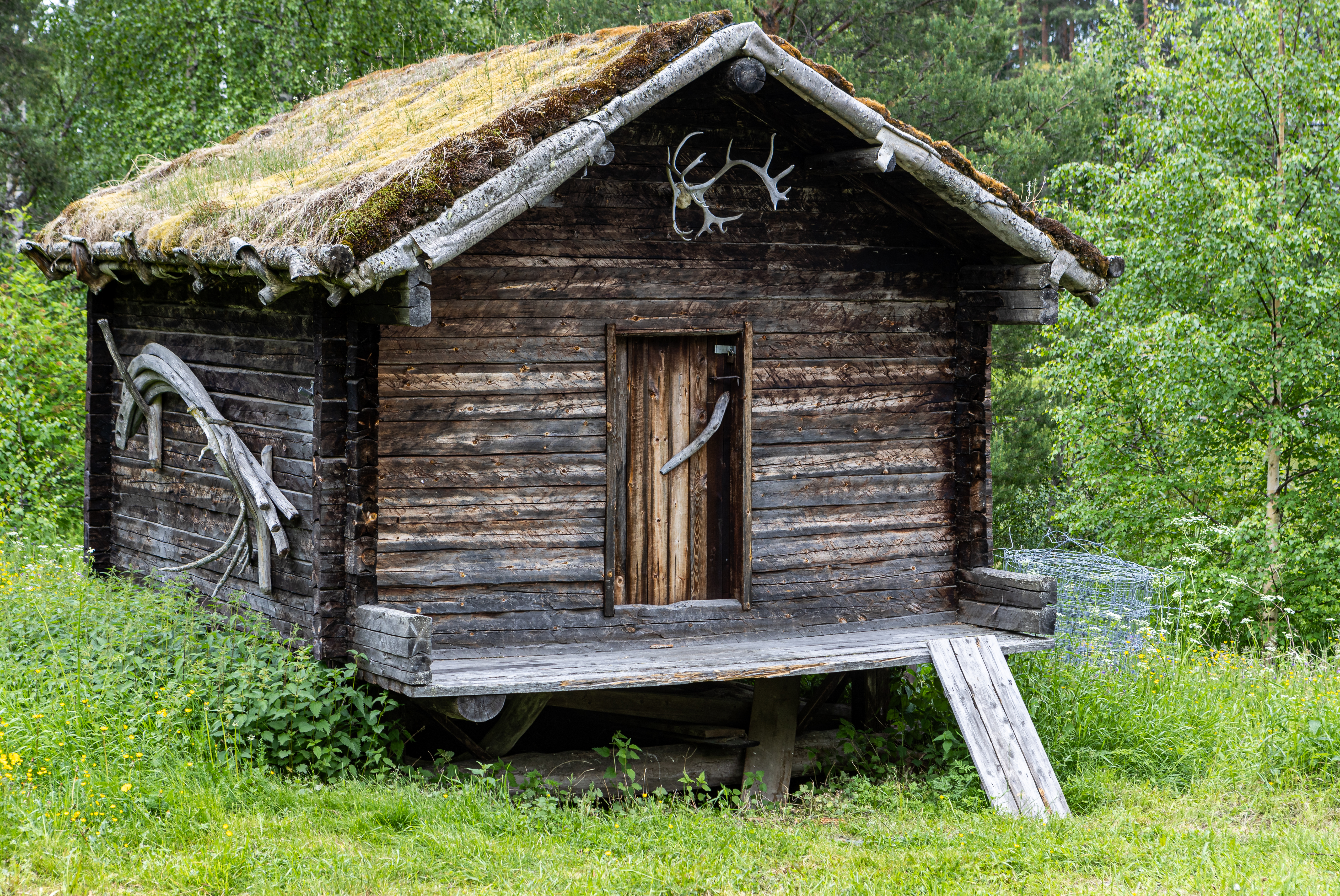
Timrad förrådsbod
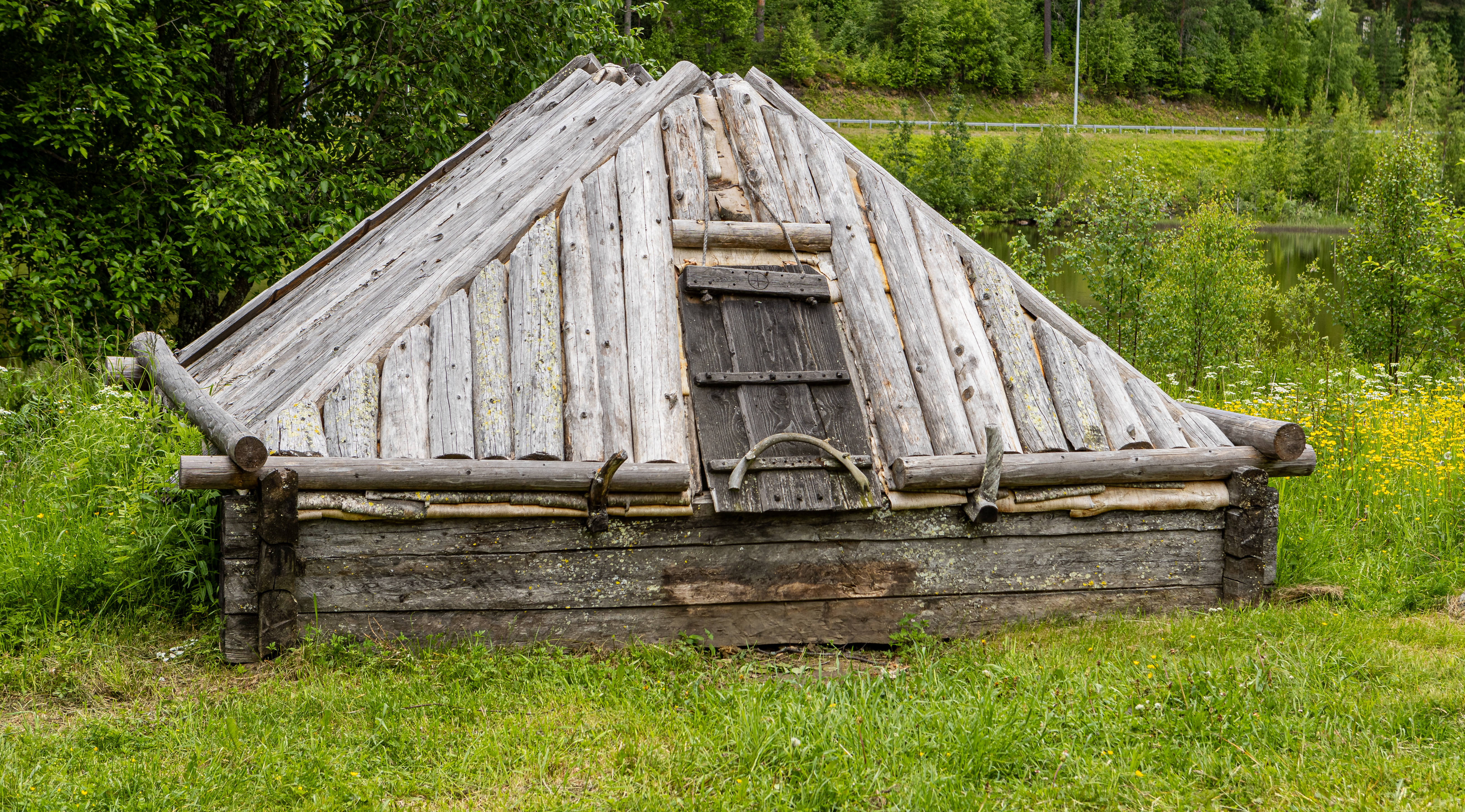
Skogssamisk kåta

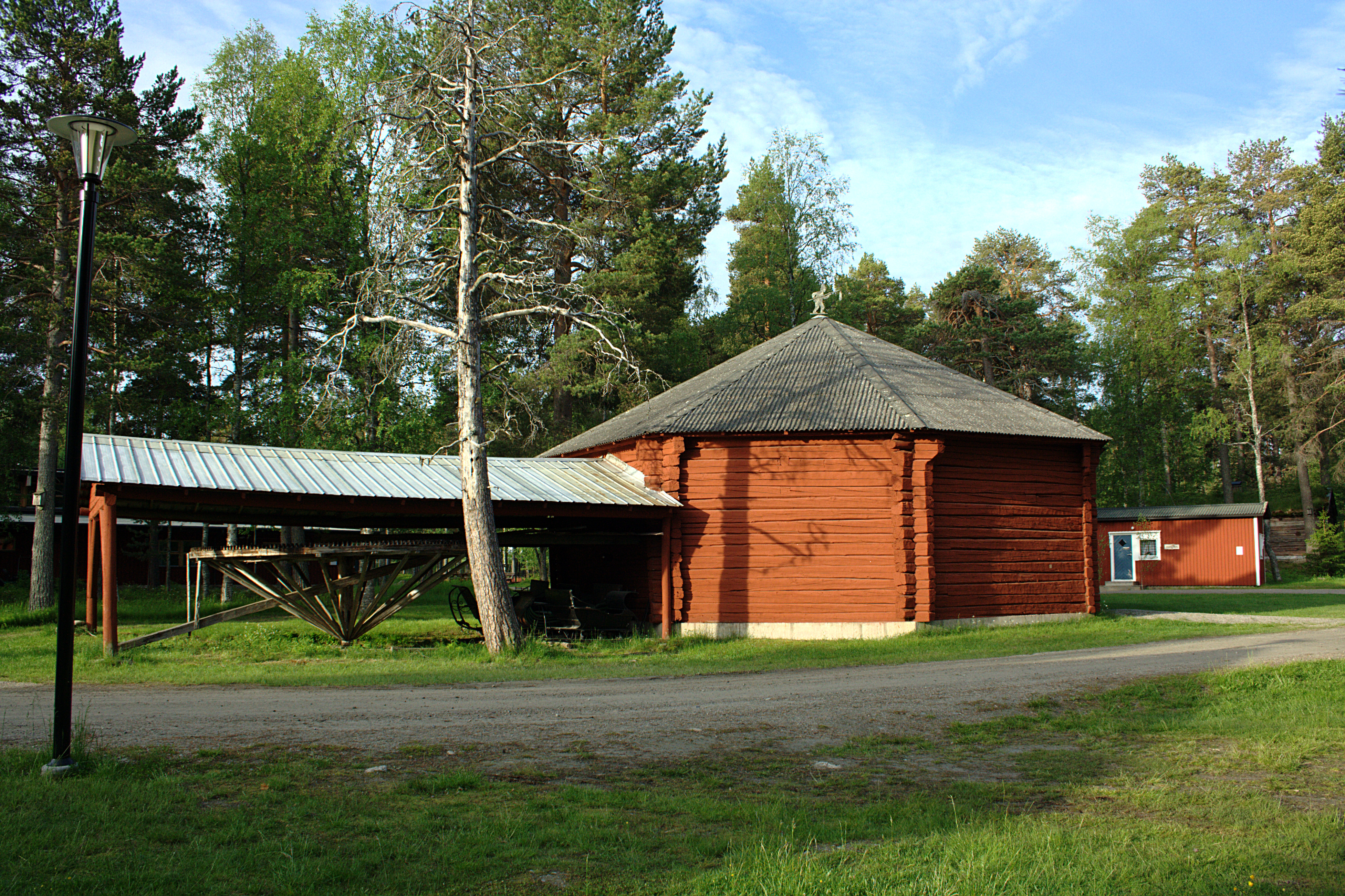
Rundlogen
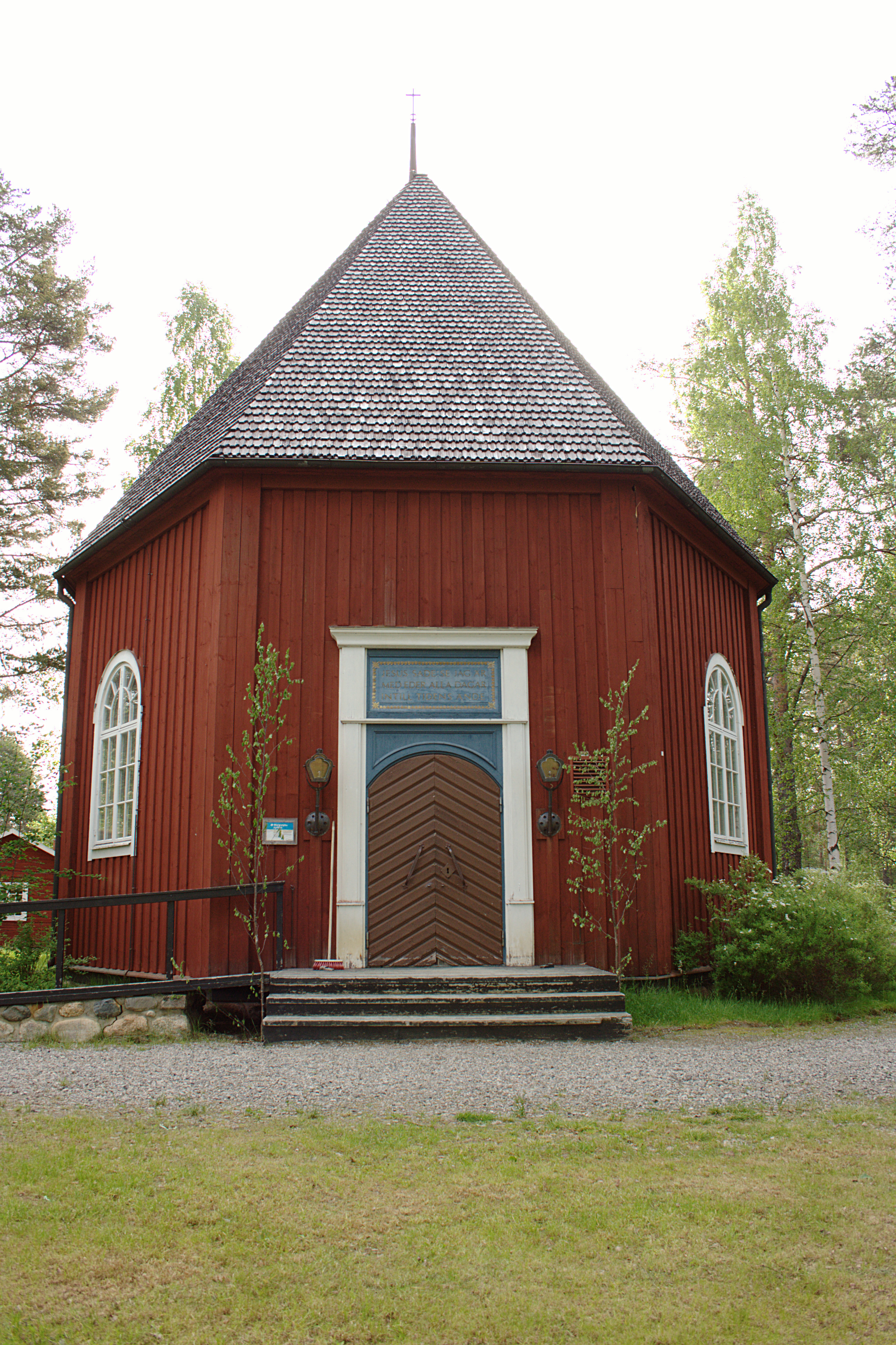
Margaretakyrkan
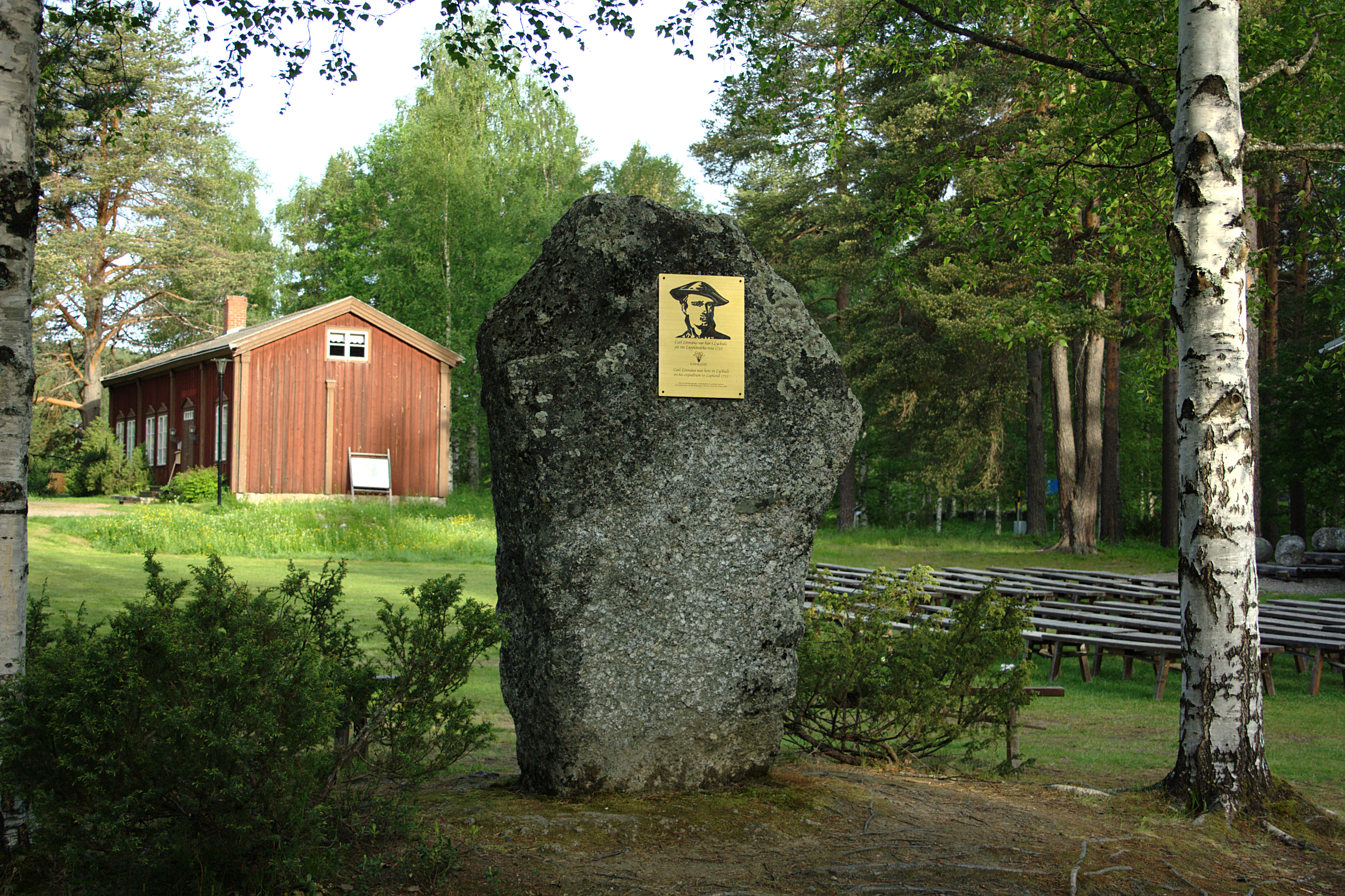
Minnessten över Linnés besök i Lycksele 1732
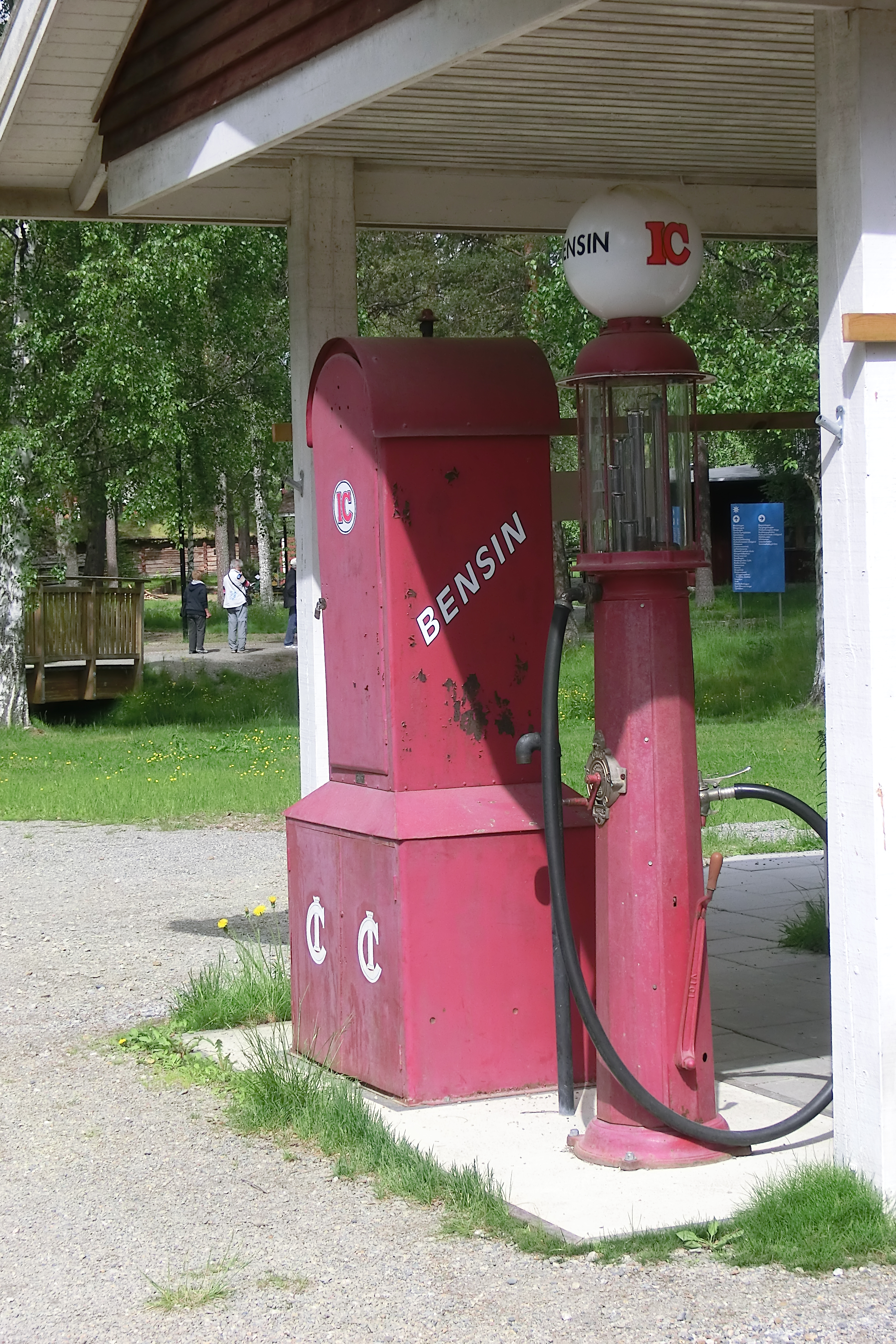
Bensinstationen

- Samevistet
- Buvrie
- Bågstångskåta
- Njalla
- Timrad förrådsbod
- Skogssamisk kåta